# Euphorbia transvaalensis
Euphorbia transvaalensis är en törelväxtart som beskrevs av Rudolf Schlechter. Euphorbia transvaalensis ingår i släktet törlar, och familjen törelväxter. Inga underarter finns listade i Catalogue of Life.